# El Morocco
De El Morocco was een idee van multimiljonair Rueben Allender. Hij bezat genoeg geld om indertijd luxeauto's als de Cadillac Eldorado te bezitten. 
Hij voelde echter medelijden met mensen die dit niet konden. Daarom begon hij in 1956 met het produceren van de El Morocco: een combinatie van de goedkoopste Chevrolet met de ietwat duurdere Cadillac. Men deed in feite niks anders dan de achterpartij van de Chevrolet wegnemen en daar een Cadillac-achterpartij opzetten. Daarnaast werden natuurlijk emblemen vervangen e.d., en hij werd ook nog tegen een aardige prijs, rond de 5000 dollar, aangeboden. De naam werd zo, uit het niet, verzonnen. Allender vond dat het ongeveer moest klinken als Eldorado, het topmodel van Cadillac.
Het model bleef in productie van 1956 tot en met 1957. In 1957 had het model de achterpartij van het luxeschip Eldorado Brougham gekregen.
Ongeveer 30 zijn er in 1956 verkocht en een geschatte 12 in 1957, wat deze wagens zeer zeldzaam en zelden gezien maakt. 
Er is nooit een vervolg gekomen op de El Morocco: Allender hield het voor gezien, waarschijnlijk omdat deze wagen hem al veel geld gekost had.